# Касп

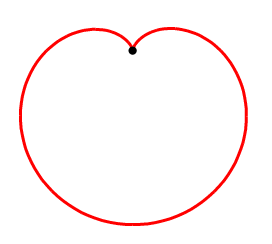
-кардиоиды

Касп (от англ. cusp — заострение, пик), или точка возврата, — особая точка, в которой кривая линия разделяется на две (или более) ветви, имеющие в этой точке одинаковый направляющий вектор. То есть ветви в данной точке имеют общую касательную, и движение вдоль них из данной точки изначально происходит в одном и том же направлении.
Иногда касп определяется в более узком смысле — как особая точка специального типа на алгебраической кривой. А именно: особая точка {\displaystyle x} алгебраической кривой {\displaystyle X} над алгебраически замкнутым полем {\displaystyle \mathbb {K} } называется каспом, если пополнение её локального кольца изоморфно пополнению локального кольца плоской алгебраической кривой {\displaystyle y^{2}+x^{3}=0} (полукубической параболы) в начале координат. В этом случае касп ещё называют обыкновенной точкой возврата.